# Escape from Pompeii
Escape from Pompeii est une attraction aquatique de type Shoot the Chute, située dans le parc à thème américain Busch Gardens Williamsburg.
Située dans la partie "San Marco", cette attraction de type Spillwater 20 a été construite par Intamin et a ouvert en 1996. Elle propose un voyage à travers les ruines antiques de Pompéi.
Avec ses 270 m de long, l'attraction accueille les visiteurs de plus de 1,07 mètre dans ses embarcations de vingt places. 
Le parcours est composé d'une chute qui mesure 24 mètres.
Une jetée se situe près de la descente, les promeneurs qui se placent sur celle-ci se font asperger avec les éclaboussures produites par l'embarcation.
Le thème de l'attraction est une visite de la ville antique de Pompéi. Les visiteurs embarquent dans les bateaux aux abords d'un site archéologique reconstitué. L'ascension de l'embarcation débute et mène les visiteurs dans la partie parcours scénique de l'attraction. Accompagné d'effets spéciaux, celui-ci fait référence à la destruction de Pompéi par le Vésuve. L'intérieur du bâtiment prend feu. Les murs, les statues et le plafond sont la proie des flammes. Celles-ci évoluent également à la surface de l'eau. La pièce suivante est sombre, remplie de fumée. La musique prend une place importante pendant le parcours scénique. Une porte s'ouvre et le bateau plonge d'une hauteur de vingt-quatre mètres. L'embarcation retourne en gare en longeant le site archéologique reconstitué.

## Galerie

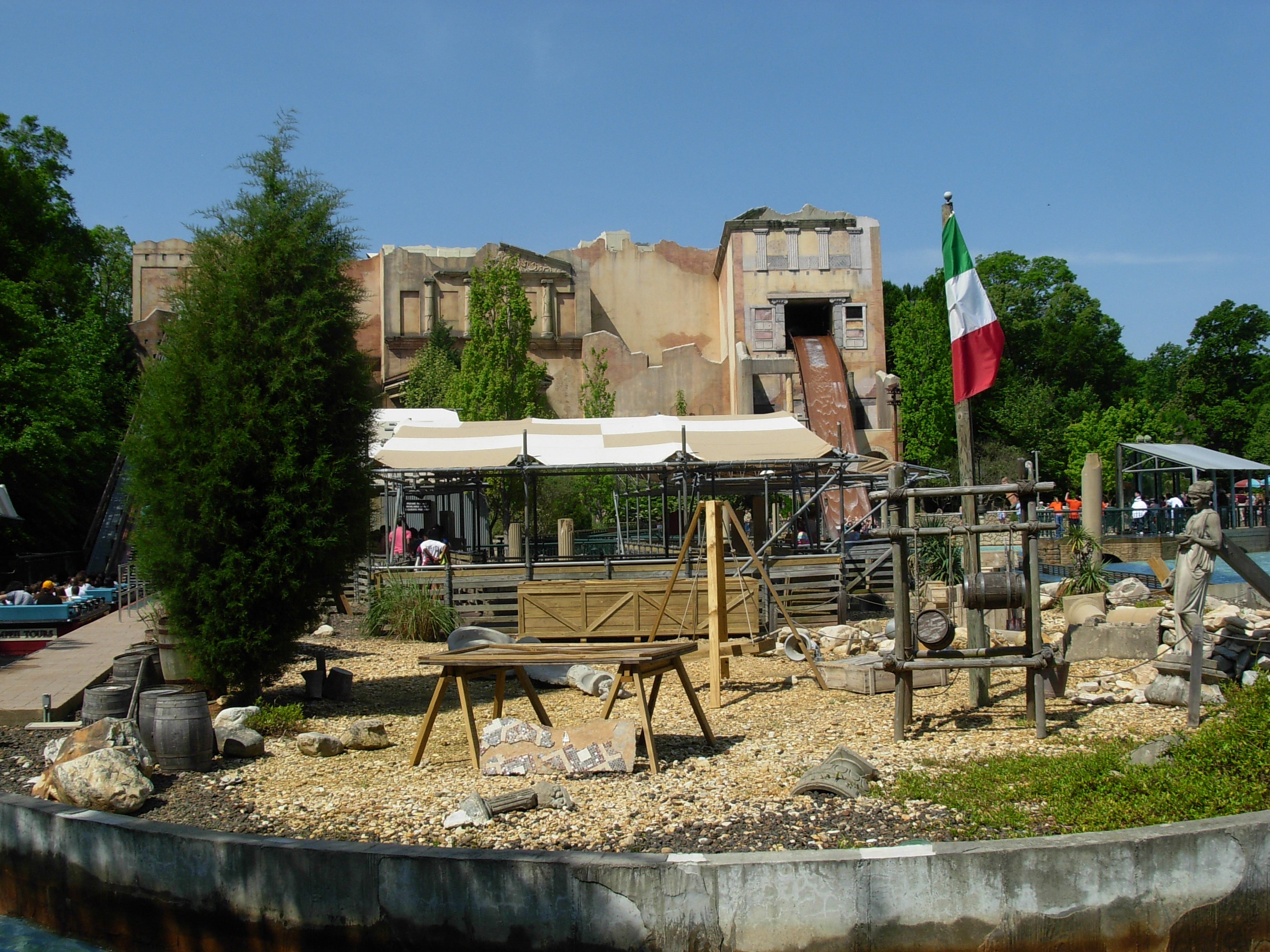
Décor de site archéologique et file d'attente.
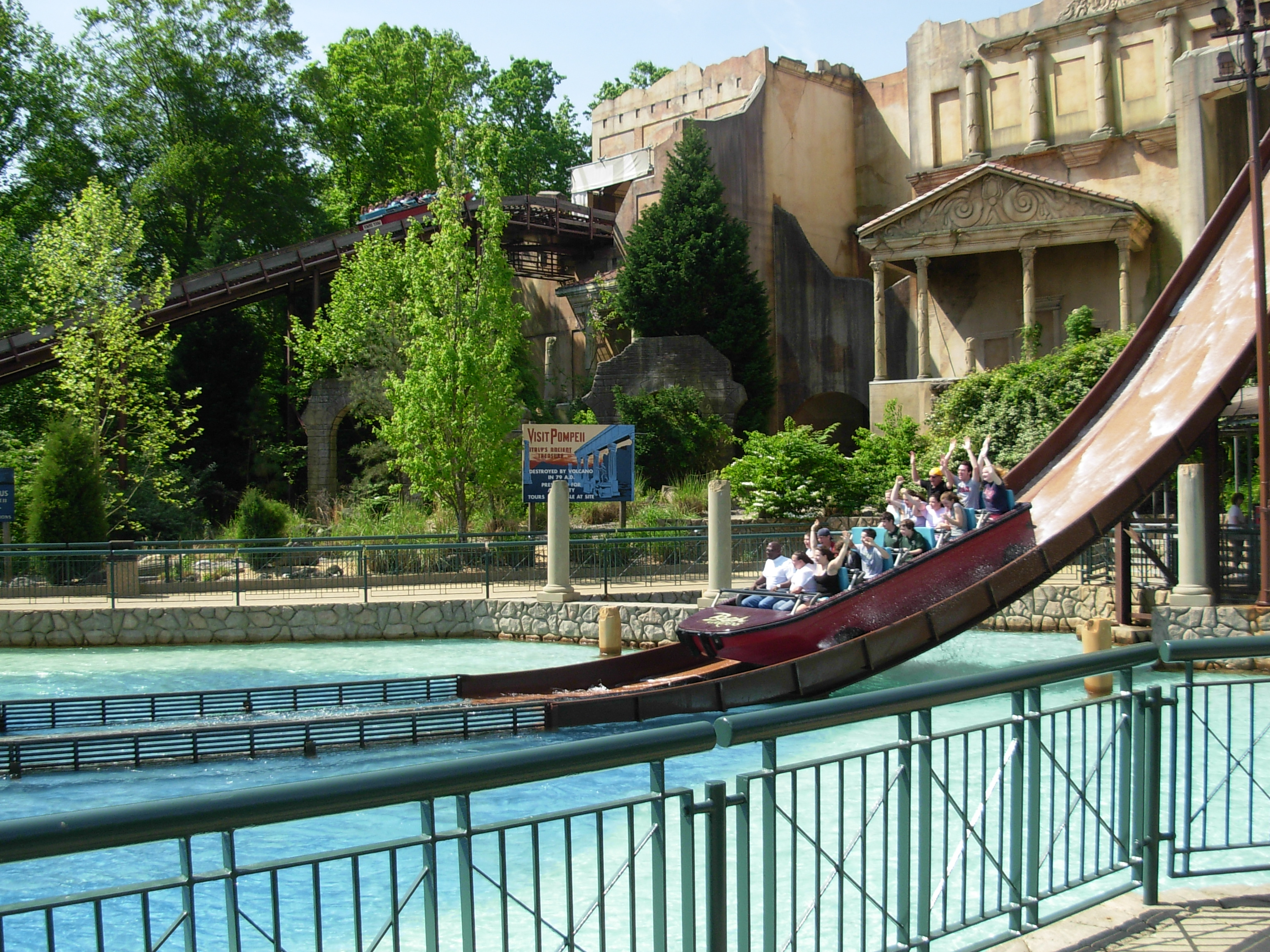
Section finale du circuit.
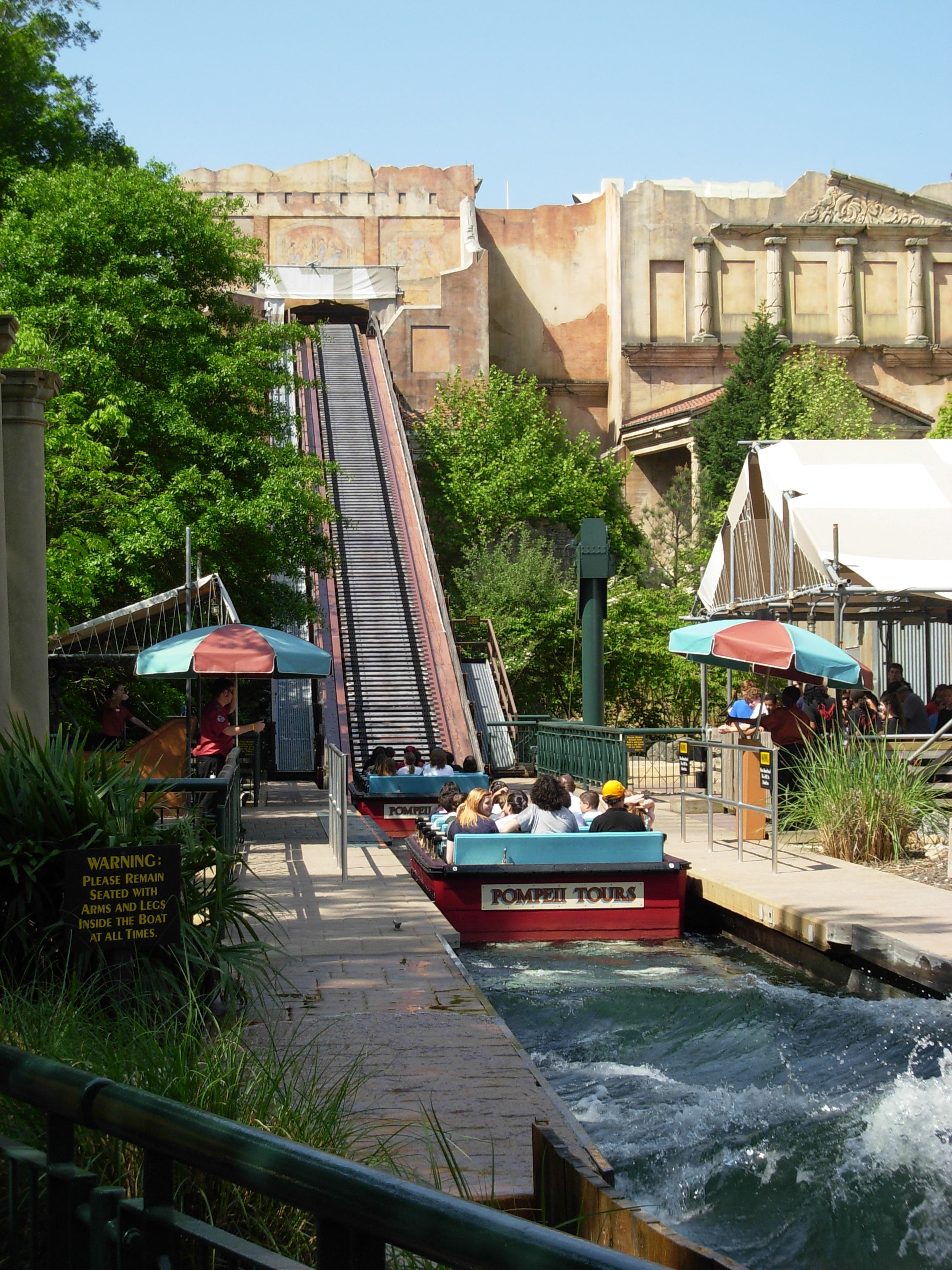
Bateaux au pied de l'ascension.
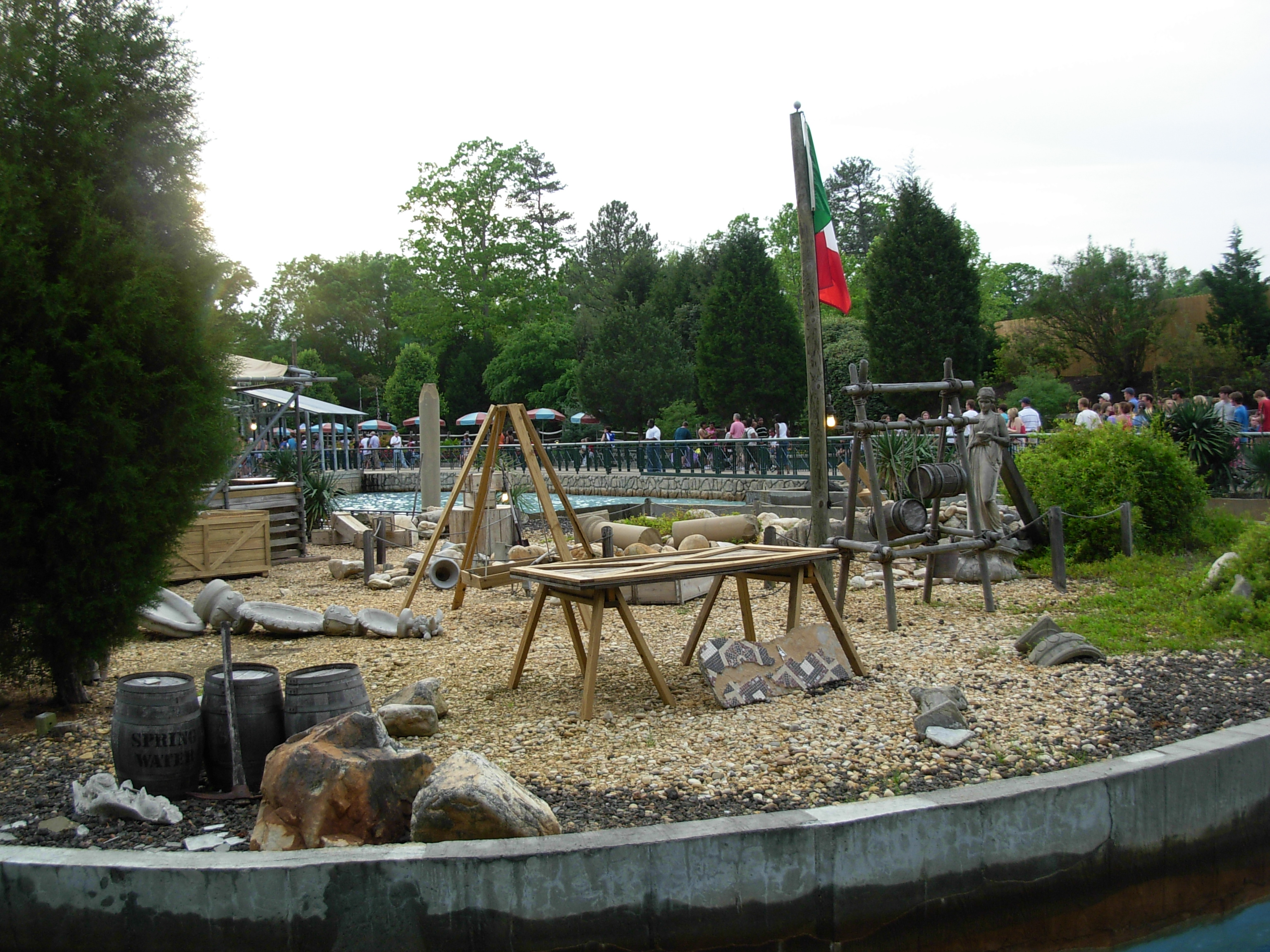
Décor extérieur.